# فست‌وب
فست‌وب (انگلیسی: Fastweb) شرکت مخابرات ایتالیایی است، که در سال ۱۹۹۹ تأسیس شد.